# Arenillas de Valderaduey
Arenillas de Valderaduey es una villa española, perteneciente al municipio de Sahagún, en la provincia de León y la comarca de Cea-Campos, dentro de Tierra de Campos, en la comunidad autónoma de Castilla y León.
Está situada a la izquierda del Río Cea y a la derecha del Río Valderaduey.
Los terrenos de Arenillas de Valderaduey limitan con los de Grajal de Campos y Galleguillos de Campos al norte, Melgar de Arriba al este, Santervás de Campos y Zorita de la Loma al sur, y Villacreces al oeste.
Su ermita está dedicada al Cristo del Humilladero.
Localidad situada en el Camino de Santiago de Madrid.

## Medio natural
Una pequeña porción de terreno cercana a la localidad está integrada dentro de la Zona de especial protección para las aves denominada La Nava - Campos Norte perteneciente a la Red Natura 2000.